# Flekkefjordbanen
Flekkefjordbanen er en jernbane mellem Sira og Flekkefjord i Norge. Den er 17 km lang med 13 tunneler. Oprindeligt var den en forlængelse af Jærbanen fra Egersund til Flekkefjord, en strækning der åbnede 1. oktober 1904. I 1944 indgik strækningen mellem Egersund og Sira i Sørlandsbanen, mens strækningen mellem Sira og Flekkefjord blev en sidebane. I 1991 blev strækningen mellem Sira og Flekkefjord nedlagt efter en vedtagelse i Stortinget.

## Historie
Arbejdet med den oprindeligt smalsporede Flekkefjordbanen begyndte i 1897. Det første ordinære tog fra Flekkefjord til Egersund kørte 1. oktober 1904.
På den nuværende strækning er det især stykket mellem Flekkefjord og Sirnes, der er krævende med stigninger på op til 19½ promille. Strækningen er 14,3 km lang, hvoraf 5,4 km (38 %) er i tunnel. Ravnejuvet tunnel, der med sine 1.174 m er strækningen, var de første to år også Norges længste tunnel, indtil Gravhalstunnelen på Bergensbanen stod færdig i 1906. Ravnejuvet blev udgravet med håndkraft.
Fra starten havde banen to stationer, Flekkefjord og Sirnes. Flikkeid, der ligger omtrent ved banens højeste punkt, blev opgraderet fra holdeplads til station i 1912. Der kom også vandtårn og kullager der. Godstrafikken fra Sire blev gennem lang tid kørt med damplokomotiver. Alle bygningerne langs banen blev tegnet af Paul Armin Due. Stationsbygningen i Flekkefjord blev revet ned i 1967, i Sirnes i 1977 og i Flikkeid i 1988.

### Tilslutning til Sørlandsbanen
I 1940 begyndte arbejdet med at forbinde Flekkefjordbanen med Sørlandsbanen. Strækningen fra Sirnes til Sira (3,2 km) måtte omlægges til en ny tracé. Samtidig blev banen ombygget til normalspor. Fra 1941 til 1944 kørte der tog med begge sporvidder. Tog mellem Flekkefjord og Egersund kørte på smalspor, mens anlægstogene mellem Flekkefjord og Sira kørte på normalspor. Fra 1944 blev Flekkefjordbanen en sidebane til Sørlandsbanen, og der blev nu udelukkende benyttet normalspor.
Tunnellerne på Flekkefjordbanen beholdt deres profil fra smalsporstiden og blev altså ikke udvidet. Kun Bakkekleivi tunell mellem Sira og Sirnes fik normaltsporet profil. For at kunne køre med normaltsporet materiel i tunnellerne blev sporet sænket ved, at tykkelsen på ballastlaget blev reduceret. Der var også restriktioner på længden af det materiel, der kunne benyttes. Personvogne, der blev benyttet på banen, havde sidevinduer, der ikke kunne åbnes, men i stedet små udluftningsklapper.
I 1946 blev den gamle jernbanetracé mellem Sirnes og Moi taget i brug som vejtracé for hovedvejen mellem Kristiansand og Stavanger som erstatning for tracéen over Tronåsen og Bakke bro fra  1844.

### Nedlæggelse og fredning
I 1990 ophørte den daglige drift på banen. Efter 1990 har banen været benyttet af turister til kørsel med skinnecykler. Banen er desuden kommer med i en fredningsplan for jernbanens kulturminder og bliver som følge deraf vedligeholdt og sat i stand. I 2009 var broerne blevet efterset og repareret, så strækningen mellem Drangeid og Sira igen kunne trafikeres af tungere materiel. I 2015 blev banen fredet af Riksantikvaren. I 2016 var hele banen atter farbar for tog. I praksis består trafikken dog af skinnecykler mellem Flekkefjord og Bakkekleivi. Skinnecyklerne udlejes af Flekkefjordbanen AS.